# داشا بولانكو
داشا بولانكو (بالإنجليزية: Dascha Polanco)‏ (ولدت في 3 ديسمبر 1982) ممثلة دومينيكية أمريكية عرفت عن لعبها شخصية دايانارا دياز على سلسلة نيتفليكس التلفزيونية البرتقالي هو الأسود الجديد.

## روابط خارجية
- داشا بولانكو على موقع IMDb (الإنجليزية)
- داشا بولانكو على موقع روتن توميتوز (الإنجليزية)
- داشا بولانكو على موقع ألو سيني (الفرنسية)
- داشا بولانكو على موقع ميوزك برينز (الإنجليزية)
- داشا بولانكو على موقع أول موفي (الإنجليزية)
- داشا بولانكو على موقع قاعدة بيانات الفيلم (الإنجليزية)